# Томирис-Туран
«Томирис-Туран» (каз. Томирис-Тұран) — женский казахстанский футбольный клуб из города Туркестан. В дебютном сезоне, в 2021 году клуб выиграл серебряные медали чемпионата страны, что даёт право на участие в Лиги Чемпионов УЕФА в следующем сезоне.
В 2022 года клуб выиграл уже бронзовые медали чемпионата страны, в Лиге Чемпионов проиграла оба матча в предварительном раунде.2023 год серебряный призёр Кубка Казахстана. 

## Статистика
| Год  | Место  | И  | В  | Н | П | Мячи     | Кубок   |
| ---- | ------ | -- | -- | - | - | -------- | ------- |
| 2021 | 2 из 6 | 20 | 14 | 0 | 6 | 98 − 22  | 3 место |
| 2022 | 3 из 6 | 20 | 13 | 2 | 5 | 109 − 27 | 2 место |

- Профиль команды на сайте vesti.kz